# Пальюка, Джанлука
Джанлу́ка Палью́ка (итал. Gianluca Pagliuca; род. 18 декабря 1966, Болонья) — итальянский футболист (вратарь) и тренер. Выступал за сборную Италии. Участник финальных стадий мировых первенств 1990, 1994 и 1998 годов. Многими специалистами Пальюка признаётся одним из лучших вратарей своего времени. Также его считают одним из лучших голкиперов в истории итальянского футбола. В настоящее время Джанлука является тренером юношеской команды «Болоньи».

## Карьера

### Клубная
Футболом Пальюка начал заниматься в своём родном городе, в 18 лет оказавшись в молодёжной команде «Болоньи». На одном из юношеских турниров его заметили представители «Сампдории», которая выступала в Серии A, и Джанлука принял предложение перейти в эту команду.
Первый сезон он отыграл за молодёжную команду, после чего главный тренер Вуядин Бошков принял решение доверить 21-летнему голкиперу место в стартовом составе команды. В этот период генуэзский клуб переживал лучший период в своей истории, выигрывая чемпионат и Кубок Италии, побеждая в Кубке обладателей кубков и доходя до финала Кубка чемпионов. В решающем матче этого турнира «Сампдория», несмотря на великолепную игру Пальюки, с минимальным счётом 0:1 уступила «Барселоне». На протяжении семи лет Джанлука оставался бессменным основным голкипером команды и был одним из её лидеров.
В 1994 году Пальюка перешёл в «Интернационале», который в это время находился в состоянии спада, объяснив своё решение необходимостью в новом вызове. По инициативе президента клуба Массимо Моратти в клуб пришли и другие звёздные игроки, которые помогли «нерадззури» выиграть серебряные и бронзовые медали чемпионата, а также Кубок УЕФА. Пальюке в скором времени удалось стать капитаном команды.
В 1999 году Джанлука вернулся в родную команду, подписав контракт с «Болоньей», где бессменно выступал на протяжении семи лет. По итогам сезона 2004/2005 «красно-синие» вылетели в Серию B, что подтолкнуло голкипера сменить команду. В 40-летнем возрасте он отыграл один сезон в составе «Асколи» (который также вылетел в Серию В), после чего принял решение завершить игровую карьеру.
В 2008 году «Ювентус» рассматривал возможность подписания 41-летнего Пальюки, используя его в качестве замены получившему травму спины Джанлуиджи Буффона, однако переход в итоге не состоялся.
Джанлуке Пальюке долгое время принадлежал рекорд по числу игр, сыгранных голкипером в Серии А : 592 матча. Сейчас этот рекорд принадлежит Джанлуиджи Буффону. Также Пальюка был лидером высшего дивизиона чемпионата Италии по количеству отражённых пенальти (24 отражённых удара), однако в октябре 2020 года этот рекорд побил Самир Ханданович.

### Международная
За сборную Италии Пальюка дебютировал 16 июня 1991 года в матче со сборной СССР, однако ещё до своего дебюта был включён в качестве третьего вратаря в заявку на домашний чемпионат мира.
После ухода из сборной Вальтера Дзенги Джанлука становится основным голкипером команды и в этом статусе отправился на чемпионат мира 1994 года. Во втором матче группового этапа со сборной Норвегии Пальюка ещё в первом тайме был удалён с поля, став первым голкипером, который удалялся в финальной стадии мировых первенств. В четвертьфинале с командой Испании Джанлука вернулся в стартовый состав команды. Наконец, в финальном матче со сборной Бразилии Пальюка в серии пенальти отразил удар Марсио Сантоса, однако его команде это не помогло, и она стала лишь второй.
Евро-1996 Пальюка пропустил из-за травмы, но восстановившись от неё вновь вернулся в строй. 29 октября 1997 года в гостевом стыковом матче со сборной России Джанлука получил травму, благодаря которой в сборной сумел дебютировать Джанлуиджи Буффон. На французский мундиаль в 1998 году Пальюка отправился в качестве основного голкипера команды и отыграл на турнире все пять матчей. В четвертьфинале итальянцы по пенальти уступили сборной Франции, несмотря на то, что Джанлуке удалось отразить удар Биксанта Лизаразю. По окончании того чемпионата мира завершил свою карьеру в сборной Италии.

### Послеигровая
Вскоре после завершения игровой карьеры Пальюка начал работать комментатором на итальянском телевидении.
В 2009 году он получил тренерскую лицензию и начал работать в системе «Болоньи». Сначала он был тренером вратарей, затем юношеской команды, а в 2017 году вошёл в тренерский штаб главной команды.

## Достижения

### Командные
- Вице-чемпион мира: 1994
- Победитель Кубка Кубков: 1990
- Победитель Кубка УЕФА: 1998
- Финалист Кубка европейских чемпионов: 1992
- Чемпион Италии: 1991
- Обладатель Кубка Италии: 1988, 1989, 1994
- Обладатель Суперкубка Италии: 1991

### Личные
- Футболист года в Италии по версии Guerin Sportivo: 1997, 2005
- Зал славы миланского Интера: 2021[14]